# Боярське сільське поселення
Боя́рське сільське поселення — муніципальне утворення в складі Каракулинського району Удмуртії, Росія. Адміністративний центр — присілок Боярка.

## Історія
Поселення утворене 2005 року шляхом адміністративної реформи з Боярської сільської ради, яка була виділена 1993 року зі складу Вятської сільради.

## Населення
Населення становить 411 осіб (2019, 516 у 2010, 640 у 2002).

## Склад
До складу поселення входять такі населені пункти:
| Населений пункт   | Населення, осіб (2002) | Населення, осіб (2010) |
| ----------------- | ---------------------- | ---------------------- |
| Боярка, присілок  | 509                    | 420                    |
| Кухтіно, присілок | 131                    | 96                     |

## Господарство
В поселенні діють середня школа та садочок, бібліотека, клуб та 2 фельдшерсько-акушерських пункти.